# Четеж при Стругах
Четеж при Стругах (на словенски: Četež pri Strugah) е село в Словения, регион Средна Словения, община Добреполе. Според Националната статистическа служба на Република Словения през 2015 г. селото има 66 жители.